# Plaine-de-Walsch
Plaine-de-Walsch – miejscowość i gmina we Francji, w regionie Grand Est, w departamencie Mozela.
Według danych na rok 1990 gminę zamieszkiwały 482 osoby, a gęstość zaludnienia wynosiła 97 osób/km² (wśród 2335 gmin Lotaryngii Plaine-de-Walsch plasuje się na 602. miejscu pod względem liczby ludności, natomiast pod względem powierzchni na miejscu 1012.).